# Il ladro di tombe
Il ladro di tombe (El ladrón de Tumbas) è un romanzo scritto da Antonio Cabanas. Uscito in Spagna nel 2004, è stato pubblicato in Italia tre anni dopo ad opera della Marco Tropea Editore. Pur essendo dominato da personaggi immaginari, il romanzo è ambientato nell'Egitto sotto i primi anni del regno di Ramses III e pertanto contiene anche alcuni personaggi ed eventi esistiti realmente.

## Trama
La storia ha come protagonisti due profanatori di tombe, Shepsenuré e il figlioletto Nemehat, trasferitisi a Itytawy, a sud di Menfi, dopo aver percorso un lungo pellegrinaggio per tutto l'Egitto durante il quale Shepsenuré ha dovuto assistere alla morte del padre Sekemut (per una malattia) e della moglie Heriamon (deceduta mentre tentava di dare alla luce una bambina). Padre e figlio tentano di vivere una vita onesta, ma il lavoro di Shepsenuré come scultore è solo una facciata di fronte al profanare in compagnia del figlio una delle piramidi della necropoli; dopo un tentativo andato a vuoto, i due riescono a entrare in una mastaba, dove si trovano molti oggetti di lusso, e dalla mummia nel sarcofago prende la collana d'oro, il primo dei numerosi tesori che arraffano nelle tre notti successive. Contento della spedizione, Shepsenuré decide di partire per il nord insieme al figlio viaggiando sul Nilo, quando s'imbatte in Ankh-Neferu, scriba del catasto di Menfi anch'egli in procinto di raggiungere Menfi; quando Shepsenuré gli chiede di viaggiare con lui, lo scriba accetta in cambio di un pegno e gli offre un lavoro sostanzioso in città, continuando la sua professione di artigiano.
Così Shepsenuré, Nemehat e lo scriba si imbarcano per Menfi, dove vive l'attuale faraone Ramsete III, dove il giovane fa conoscenza del coetaneo Kasekemut, con il quale condivide vari guai. Passati alcuni anni, i due ragazzi fanno la conoscenza del veterano Userhet dopo aver combattuto con uno dei suoi fanti, e sotto il suo servizio imparano a combattere. Incontrano anche Kadesh, una giovane siriana che seduce i due giovani; per dimostrare di essere immune alle sue manie, Kasekemut si iscrive nella scuola di ufficiali di Menfi con il benestare del padre. Nel frattempo, Ankh viene raggiunto dal suo amico Irsw, un mercante siriano. Avendo lo scriba avvistato un bracciale d'oro in possesso di Shepsenuré e compreso che egli è un ladro di tombe, egli intende sfruttarlo per arricchirsi alle sue spalle: stando a un papiro scritto ai tempi di Djoser, esistono delle tombe nascoste sotto un tempio, nelle quali dovrebbero esserci dei gioielli di alta qualità; il ladro dovrà trafugarli e consegnarli allo scriba e al mercante, che intendono venderli. Shepsenuré viene dunque circuito da Ankh a trafugare il tesoro e il colpo riesce, ma il ladro decide di tenersi gran parte dei tesori per sé, all'insaputa dello scriba, nascondendoli in un pozzo dimenticato vicino alla piramide di Sekhemkhet.
Padre e figlio fanno conoscenza anche dell'anziano imbalsamatore Seneb, sua figlia Nubet, aspirante medico, e il servo Min, un gigante nubiano; Shepsenuré diventa presto amico di Seneb, e per non insospettirlo nasconde i gioielli in un luogo sicuro, in quanto rappresentano un pericolo per sé e gli altri. Il rapporto tra i loro figli inizia però col piede sbagliato: con gran disappunto della giovane che vive da spensierata, come d'altronde gran parte del popolo, Nemehat afferma che, al contrario, sia lui che il padre diffidano degli dei, che sembrano sordi alle sofferenze del popolo e che egli ritiene causa delle sventure capitate a padre e figlio. Dal dialogo tra i due giovani e dalla narrazione nel libro si viene a sapere tra le altre cose che l'Egitto di Ramsete III è in realtà corrotto, e la gerarchia delle Due Terre è dominata dal clero e dalle famiglie dei nobili a scapito del Faraone, la cui salita al trono è già stata segnata da una complicanza nella successione regia. Ben presto, ai problemi intestini si aggiunge la minaccia esterna dei libici; consapevole dei rischi, Kasekemut intende approfittarne per sedurre Kadesh e dimostrarle di essere un uomo. Per assicurare un solido rapporto con Kadesh, viene a sapere che anche un giovane commerciante di nome Siamun le ha messo gli occhi addosso, e con l'aiuto di un guerriero nubiano intima dunque quest'ultimo di lasciarla perdere. Heret, la madre vedova di Kadesh, esita inizialmente ad acconsentire all'unione, ma alla fine accetta dopo che Kasekemut si fa invitare in casa sua, a patto che il giovane ritorni sano e salvo, e come eroe, dalla guerra contro i libici; Kasekemut parte così al fronte e affida a Nemehat la sua statuetta di Sekhmet e la sicurezza di Kadesh.
Nemehat fa così carriera come muratore, ma alla fine viene involontariamente meno alla promessa fatta all'amico; dopo un alterco con un pastore amorrita che degenera in una rissa, dalla quale riesce a salvarsi solo con l'intervento dei medjay di Userhet, il giovane combina un rapporto con Kadesh, che si conclude purtroppo con un'eiaculazione accidentale. Kasekemut si fa intanto valere contro i libici alle porte di Eliopoli, e diviene uno degli uomini scelti di Userhet; tornato in patria, viene ovviamente a sapere dello spergiuro fatto a Kadesh, e cessa di essere amico di Nemehat. Quest'ultimo si consola così con la dolce compagnia di Seneb, del servo Min e della figlia Nubet, con la quale stavolta instaura un rapporto più sereno. In lui però si risveglia la natura di profanatore di tombe: dopo aver tentato un'avventura nella mastaba in onore del nobile Unas, porta a termine un colpo nel settore meridionale della necropoli, dove sono sepolti re e nobili della VI dinastia, e, vedendola come si riveli la più ricca di tutte le tombe, riesce a impossessarsi di tesori favolosi, uscire e ricoprire il pozzo da cui era entrato. Il rapporto tra Nemehat e Nubet inizia nondimeno a farsi di settimana in settimana sempre più forte, nonostante anche gli sporadici litigi tra di loro. Shepsenuré fa invece la conoscenza di Hiram, un mercante fenicio di Biblo, e tramite il bracciale di prima scambiato con del legname di prima qualità, porta il figlio dal fenicio, il quale accetta di essere mentore di Nemehat insegnandogli a leggere e a scrivere. Passano così due anni in mezzo a commercianti spietati, scribi ambiziosi e rudi scaricatori, ma alla fine Nemehat, da adulto, diventa un ottimo artigiano e commerciante, e una volta che lui e Nubet si rivedono, il loro rapporto sfocia in poco tempo in amore vero e proprio, tanto che i due decideranno di sposarsi con il benestare dei rispettivi padri.
Ankh e Irsw però tramano di nuovo nell'ombra, e stavolta progettano di sbarazzarsi di Shepsenuré, capendo che li ha raggirati: in una vecchia taverna del porto, Ankh ha trovato degli esemplari di una tomba profanata dal ladro, e ora gli oggetti ivi trafugati rischiano di cadere in mano altrui. Lo scriba è inoltre al corrente delle scorribande di Nemehat, che tra le altre cose è stato visto aggirarsi nelle necropoli; avendo il ragazzo imparato il mestiere di commerciante, è sicuro che venderà i tesori e diventerà ricco, ma conscio che essi sono ancora in mano a Shepsenuré, Ankh progetta di sfruttarlo per sapere dove si trovino prima che sia troppo tardi. Invita dunque l'anziano ladro in segno di amicizia nella sua dimora, dove si svolge una festa tra amici, e Irsw lo convince a sbizzarrirsi tra gli svaghi e il vino; questi raggiunge poi il giardino sulla terrazza e incontra una ballerina di nome Men-Nefer, una donna bellissima che vive in una villa vicina al fiume insieme a una nidiata di gatti. Shepsenuré si innamora alla follia della donna e decide di donarle il suo tesoro come dote intrattenendo quello che crederà un vero rapporto amoroso. Grazie a ciò, Ankh scopre infine dove si trova il suo bottino, e ordisce la seconda fase del suo piano insieme a Irsw e a un terzo alleato, il severo e influente giudice Seher-Tawi: Shepsenuré e Nemehat verranno arrestati e processati per le loro malefatte, e la compagnia di Hiram dovrà subire un'ispezione durante la quale uno dei funzionari troverà un gioiello sospetto piazzato ovviamente da Irsw la notte precedente; interrogato, Hiram sarà costretto a chiudere bottega, e Irsw avrà campo libero nei suoi affari.
Ma nel frattempo si odono voci di un'altra minaccia esterna: stavolta si tratta dei Popoli del Mare, una confederazione di eserciti barbarici che si avvicina all'Egitto dopo che ha già distrutto l'impero ittita e razziato le coste della Fenicia. Hiram trova il gioiello in anticipo e comprende che il suo rivale Irsw lo sta sabotando, certamente con la complicità di Ankh e di Seher-Tawy: per non correre rischi, chiude subito bottega per imbarcarsi a Biblo e invita Nemehat a scappare con il padre; ma nonostante il ragazzo segua subito il suo consiglio, viene tramortito e catturato. Shepsenuré raggiunge invece la casa di Men-Nefer per un'altra notte di piacere, ma la trova vuota e desolata, e mentre fa per uscire viene tramortito anche lui. Il ladro di tombe si risveglia nell'ufficio di Seher-Tawy, che gli propone di lasciare in vita lui e Nemehat a patto che firmi la confessione di profanatore di tombe con la complicità del figlio; Shepsenuré rifiuta, e viene così bastonato fino alla morte. Nemehat si risveglia invece nei quartieri militari di Menfi, dove viene assegnato alla divisione di Sutekh, unità d'assalto di prima linea dove spesso finiscono i condannati a morte, nella lotta contro i Popoli del Mare. Si fa però valere durante un'esercitazione, e una volta superato una prova del generale Aha viene assunto tra i pdity nesw, gli arcieri del re. Fa poi la conoscenza del principe Parahirenemef, che lo insegna a tirare il suo arco sul carro. Il fiducioso Nemehat spiega la sua storia al principe, e questi raccoglie tutte le informazioni al riguardo, ossia il piano di Ankh, Irsw e Seher-Tawy e la rovina e la morte del padre per mano loro, che poi condivide con il suo nuovo amico. Arriva il giorno della battaglia, e i due amici si fanno onore contribuendo alla vittoria dell'esercito egizio guidato dal Faraone in persona. Kasekemut, divenuto un ufficiale a tutti gli effetti, si congratula sardonicamente con Nemehat e si prepara a svergognarlo di fronte a tutti, ma l'amico di un tempo lo batte sullo stesso terreno, prima di dirgli addio. Subito dopo il Faraone affronta una flotta dei Popoli del Mare pronta a saccheggiare le coste del Nilo, e grazie a uno stratagemma riporta una vittoria rapida e schiacciante sugli invasori.
Congratulatosi con Nemehat, Parahirenemef gli consegna un duplice ordine firmato dal Faraone: Hiram riotterrà le sue terre in Egitto e con esse la sua compagnia, e Nemehat potrà tornare a casa a Menfi, ma per non dare nell'occhio dovrà cambiare nome in Dedi, uno dei soldati morti nella battaglia. Allegro, Nemehat raggiunge la residenza di Nubet e Min a Menfi e riesce a farsi riconoscere dai due; dopo questa rimpatriata e la susseguente confessione di Nemehat, Nubet decide di perdonare il proprio spasimante, mentre Min racconta al nuovo cognato che anche Seneb è morto. Accortisi della prolungata assenza di Nemehat e di Shepsenuré, Seneb e il fido Min hanno invano provato a cercarli ovunque, e dopo aver interrogato un ispettore sulle circostanze sono andati a Saqqara. Lì, i due hanno trovato il cadavere di Shepsenuré, ma sono rimasti tramortiti e lasciati nel deserto a venire dilaniati dagli sciacalli; mentre Seneb è stato infine sbranato, Min è però riuscito a scacciare le carogne, recuperare i corpi del patrono e del di lui amico e farli seppellire nella zona meridionale di Saqqara, un luogo tranquillo. Una volta rimasto qualche giorno con la moglie a piangere la morte dei due padri, Nemehat progetta a fianco di Min un piano per vendicarsi del triumvirato. Approfittando di un vento che da giorni imperversa sull'Egitto, i due si intrufolano nelle case del giudice e del siriano e piazzano delle trappole mortali: il mattino dopo, il primo viene morso da delle vipere cornute e muore la sera stessa, mentre l'altro viene trovato senza vita sul suo letto, tramite un unguento avvelenato all'insaputa di tutti. Nemehat e Min vanno infine a casa di Ankh in veste di spettri vendicativi, lo catturano e lo mummificano vivo, per poi portarlo alla tomba di Sa-nakt; una volta arrivativi, i due dissotterrano i corpi di Shepsenuré e Seneb e li depongono nella cappella della tomba, per poi porre Ankh nella camera e lasciarlo lì per sempre.
L'epilogo del libro spiega che a Ramsete III succederanno altri otto faraoni che condivideranno lo stesso nome, finché poi il clero di Amon prenderà pieno controllo sull'Egitto tramite il loro sommo sacerdote Herihor. Kasekemut, promosso ad alfiere dell'esercito, si farà valere nelle guerre contro i libici, ma morirà in battaglia contro i siriani lasciando la moglie Kadesh e tre figli; con il benestare della madre Heret, per ironia della sorte Kadesh deciderà infine di sposare Siamun, il giovane commerciante rimasto scapolo. Hiram tornerà a Menfi riprendendo in mano le redini della sua attività, che sarà persino ampliata; divenuto anziano, deciderà di tornare a casa a Biblo lasciando tutti i suoi possedimenti a Nemehat. Quest'ultimo, mantenendo il nome di Dedi, si trasferirà a Tebe insieme a Nubet; i due vivranno un felice matrimonio con tre figli e moriranno insieme di una lieta vecchiaia. La tomba di Sa-nakt sprofonderà invece nell'oblio, e non verrà mai ritrovata.

## Personaggi
- Shepsenuré: primo protagonista del romanzo. Figlio del vecchio Sekemut, dal quale ha ereditato l'arte di profanatore di tombe, e padre di Nemehat, che seguirà le sue orme. Pur istruito sin da bambino dal padre nel mestiere di profanatore di tombe, ha avuto occasione di lavorare in maniera più pulita come falegname. In quelle circostanze, conobbe Heriamon, una giovane di origini umili di Abido; Heriamon divenne moglie di Shepsenuré e in seguito diede alla luce Nemehat. Shepsenuré rimase però prima senza padre, poi senza moglie, morta di febbre insieme alla bambina che aveva da poco partorito. Nel libro, Shepsenuré e Nemehat tenteranno di costruire una vita agiata e tranquilla a Ity Tawy.
- Nemehat: secondo protagonista del romanzo e giovane figlio di Shepsenuré, da cui segue le orme di profanatore di tombe.
- Sekemut: padre di Shepsenuré, a cui insegnò il "mestiere" di profanatore di tombe; ereditò a sua volta tale attività dal padre, che fu in seguito giustiziato. La sua filosofia consisteva sì nel rubare oggetti di lusso dai morti, ma mai oggetti che potessero servir loro nella loro vita ultraterrena, specialmente gli amuleti protettivi. Morirà nelle prime pagine del libro.
- Ramsete III: Faraone dell'Egitto. Lo si vede sporadicamente nel romanzo.
- Ankh: nome completo Ankh-Neferu, è scriba del catasto di Menfi. Si fingerà amico di Shepsenuré, che invece sfrutterà per le sue influenze sulle quali verterà la sua nomina alla carica di Grande capo degli artigiani, la massima carica all'interno del tempio di Ptah.
- Irsw: un mercante siriano, padrone assoluto del commercio dell'argento e figlio di un umile mercante di Arama. Era sorto dal nulla quando la regina Tawseret si era dichiarata coreggente e il suo amante, il cancelliere Bay, aveva perso il controllo dell'Egitto; con la salita al trono di Siptah, Irsw aveva aumentato il proprio potere e sicurezza.
- Seneb: un anziano imbalsamatore, basso e magro. Da giovane ebbe una brillante carriera, rovinata però da uno scandalo provocato da un imbalsamatore che aveva fornicato con il cadavere di una ragazza. Lo accompagna un gigante nubiano di nome Min. Ha una figlia di nome Nubet.
- Nubet: figlia di Seneb, sua madre è morta dandola alla luce; vive dunque con il padre e opera come aspirante medico, sogno che però desidera realizzare a modo suo preparando rimedi per conto suo in un labotorio fatto da sé.
- Kasekemut: coetaneo di Nemehat, di cui diventerà amico, e figlio di Nebamun, un barbiere. Si dimostra impulsivo e patriottico, come dimostrerà una volta diventato ufficiale dell'esercito egizio. Nel corso del romanzo, si servirà del nubiano Aker per aiutarlo nei suoi scopi.
- Min: un gigante nubiano, proveniente dai meandri meridionali del paese di Kush, e servitore di Senep. Condivide lo stesso nome con l'omonima divinità, così come il membro. È però anche un beone, il che lo porta a tampinare qualunque donna gli capiti a tiro, caratteristica che però soltanto Senep tiene a freno.
- Userhet: veterano dell'esercito egiziano, di cui è considerato il guerriero più forte.
- Kadesh: una giovane ragazza siriana che aiuta la madre Heret, una panettiera rimasta vedova. Sedurrà maliziosamente Nemehat e Kasekemut, mentre verrà corteggiata dal commerciante Siamun.
- Siamun: giovane e affascinante commerciante, spasima per Kadesh, che però gli sarà portata via da Kasekemut.
- Hiram: un mercante fenicio di Biblo risiedente da molti anni a Menfi fin dagli ultimi anni di regno di Ramses II. Vive senza una famiglia, in quanto si dedica completamente al commercio, e lavora alla dogana del porto di Menfi.
- Seher-Tawy: un uomo snello e alto, è un giudice rinomato per la sua severità, e si fa spesso aiutare dalla moglie Nitocris per estendere la sua rete d'influenza. Possiede inoltre amicizie nelle alte sfere dell'amministrazione in quanto la sua famiglia ha ricoperto incarichi importanti da generazioni; suo nonno è stato per molto tempo heka het, ossia governatore del nomos di Menfi.
- Men-Nefer: una ballerina molto attraente, che vive insieme ai suoi gatti in una villa sulle rive del Nilo. Shepsenuré si innamora perdutamente della donna, ignaro delle conseguenze.
- Parahirenemef: principe dell'Egitto figlio del Faraone e auriga della Scuderia reale. Pur conosciuto come donnaiolo e campione di baldorie, vive spesso lontano da Menfi, tenendosi fuori dagli intrighi del palazzo.

## Edizioni
- Antonio Cabanas, Il ladro di tombe, collana I Trofei, traduzione di Claudia Marinelli, Milano, Marco Tropea Editore, 25 ottobre 2007,  p. 499, ISBN 978-8895515021.